# هدى الشوا القدومي
هدى الشوا القدومي كاتبة فلسطينية / كويتية من أب فلسطيني وأم بريطانية، ولدت في المملكة المتحدة، تكتب في حقل الإنتاج المسرحي وأدب الطفل والناشئة وحازت أعمالها على جوائز عديدة منها جائزة الشيخ زايد لأدب الطفل عن كتابها «رحلة الطيور إلى جبل قاف» في عام 2008.

## السيرة الذاتية
ترعرعت هدى القدومي في المملكة المتحدة، وتعيش حاليًا في الكويت مع زوجها وولديها حيث تعمل أستاذةً للغة الإنجليزية في جامعة الكويت، قصدت الجامعة الأمريكية في القاهرة حيث حصلت على بكالوريوس اقتصاد وعلوم سياسية ثم نالت ماجستير التربية في تعليم اللغة الإنجليزية من كلية نيوجيرسي بالولايات المتحدة الأمريكية. وتعمل حالياً على نيل شهادة الماجستير الثانية في الأدب المقارن والدراسات الثقافية من جامعة الكويت.
حاز كتابها "رحلة الطيور إلى جبل قاف" من منشورات دار الساقي على "جائزة الشيخ زايد لأدب الطفل" في سنة 2008، وكذلك حاز الكتاب ذاته "بجائزة أفضل الكتب إخراجاً" في معرض بيروت الدولي للكتاب 50، ومستوحى من المنظومة الشعرية "منطق الطير" للشاعر الفارسي الصوفي "فريد الدين العطار" الذي عاش في نيسابور خلال القرن الثاني عشر الميلادي والذي يتخلله صور تعكس لون وروح الفن الإسلامي للفنانة البريطانية "فانيسا هودجكينسون"، كذلك حازت قصة "رحلة فيل" بجائزة دولة الكويت التشجيعية لآداب الطفل" ضمن فعاليات مهرجان القرين الثقافي في سنة 2018، كما أنها لديها نصوص مسرحية من خلال تأسيسها بشكل مستقل "شركة طاقة للإنتاج" ومقرها في الكويت ووظفتها في إنتاج عروض ثقافية في الفنون الادائية والفنون البصرية.

## المؤلفات
- (2009) رحلة الطيور إلى جبل القاف، بيروت: دار الساقي[7][8]

- (2012) دعوى الحيوان ضد الإنسان عند ملك الجان، بيروت: دار الساقي
- (2013) كاشف الأسرار، بيروت: دار الساقي[9]

- (2015) رحلة فيل، بيروت: دار الساقي
- (2017) تنين بيت لحم، فلسطين: مؤسسة تامر للتعليم المجتمعي

## العروض المسرحية والأفلام
- أختانون -2012-، عرض مسرحي أوبرالي
- غرفتي زهرية اللون -2014-، فيلم وثائقي قصير
- الهدية -2017-، عرض مسرحي مبني على أحداث حقيقية
- فيل في المدينة -2018-، مسرحية خيال الظل
- جلنار وطائر النار-2019- ، مسرحية دمى